# Richard Manner
Richard Manner (* 7. Februar 1906 in Heřmanice bei Litoměřice; † 1970) war ein deutscher Jurist, Landrat und Ministerialbeamter.

## Leben und Wirken
Nach Schulbesuch des Gymnasiums in Asch studierte Manner Rechtswissenschaften an der deutschen Karl-Ferdinands-Universität in Prag und promovierte zum Dr. jur. Danach war er von 1929 bis 1939 als Advokat in Asch tätig. Am 25. September 1934 legte er die große juristische Staatsprüfung ab.
Nachdem er von April bis Mai 1939 im Landratsamt in Iserlohn gearbeitet hatte, wechselte er bis August 1939 an das Landratsamt in Altena bei Breslau. Im August 1939 ging er zurück in seine Heimatstadt Asch. Diese war nach der Besetzung der Grenzgebiete der Tschechoslowakei durch das Deutsche Reich und der Bildung des Reichsgaus Sudetenland zur Kreisstadt des Landkreises Asch geworden. Manner wurde zunächst kommissarisch als Landrat in Asch eingesetzt. Mit Wirkung vom 1. September 1940 wurde er definitiv zum Landrat in Asch ernannt. Er blieb dort bis zu seiner im September 1944 erfolgten Einberufung zum Kriegsdienst bei der deutschen Wehrmacht.
Manner war 1935 Mitglied der Sudetendeutschen Partei geworden. Am 26. Januar 1939 beantragte er die Aufnahme in die NSDAP und wurde rückwirkend zum 1. November 1938 aufgenommen (Mitgliedsnummer 6.869.056). Er wurde noch im gleichen Monat Kreisamtsleiter für Kommunalpolitik in Asch. Daneben trat er 1938 Mitglied der Sturmabteilung (SA) bei.
Nach dem Zweiten Weltkrieg wurde er Ministerialrat in Stuttgart und war 1959 Vertreter des Ministeriums für Vertriebene, Flüchtlinge und Kriegsgeschädigte Baden-Württemberg.

## Familie
Verheiratet war Manner, der 1970 starb, mit der Lehrerin Senta Manner.

## Schriften (Auswahl)
- Das „Weltflüchtlingsjahr“ – Zeichen unserer Zeit. In: Riesengebirgsheimat. 14 (1959), Heft September, S. 249–250.